# Валлаж
Валла́ж (фр. le Vallage) — историческое название небольшой географической области во Франции, в бывшей Шампани. Центр — город Жуанвиль. Ограничена с севера территориями Шаллоне и Пертуа; на востоке и юге — южным Барруа, а на западе — Пеи-дю-Дер.
Своё название берёт от красивых долин (фр. vallée, [вале́] — долина).
Сегодня территория области входит в состав французских департаментов Марна, Верхняя Марна, Мёз и Об.